# Canard

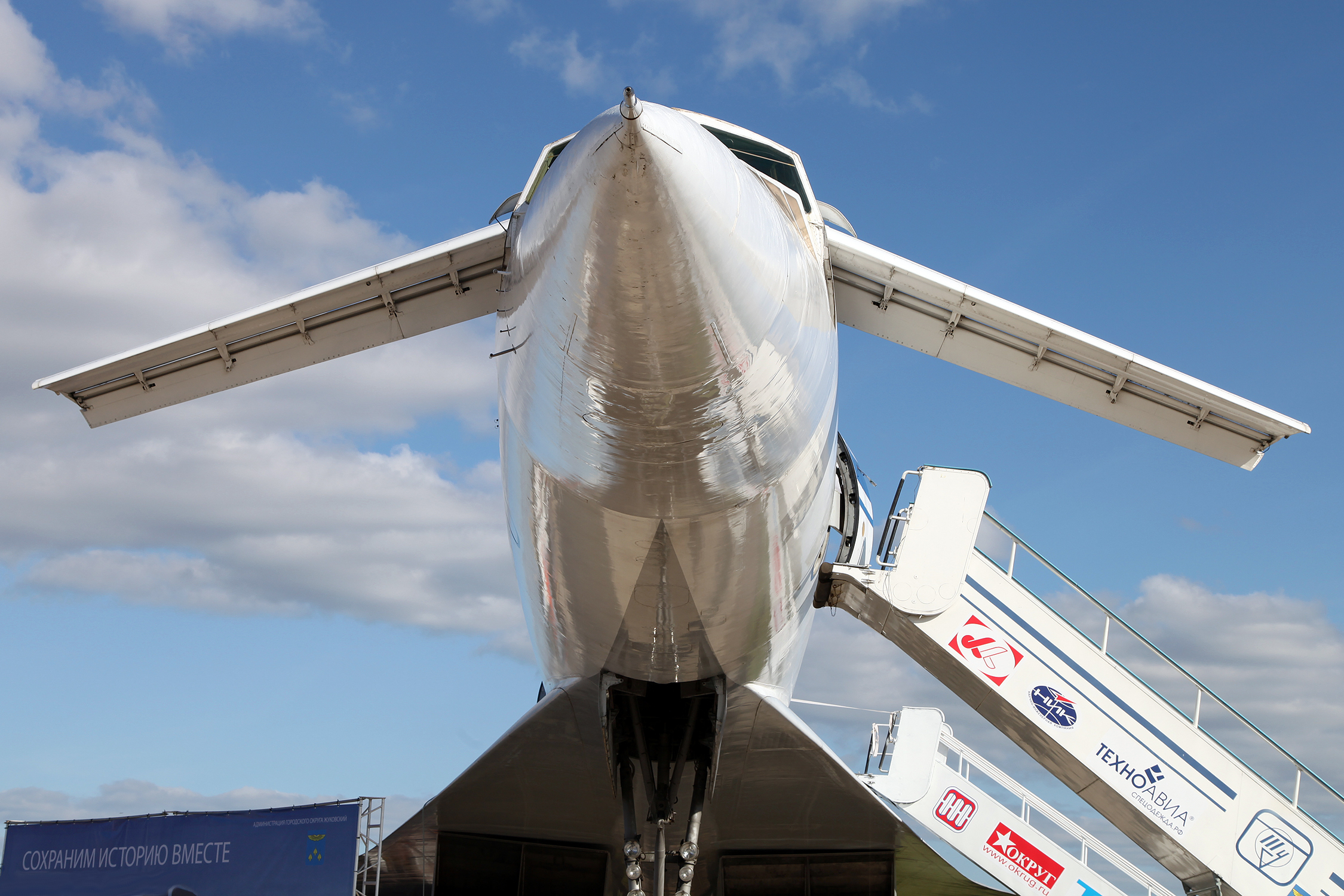
Canards em um Tupolev Tu-144.

Um canard (pato em francês) é uma pequena asa localizada à frente da asa principal em aviões.
O termo canard surgiu na França. O 14 Bis de Santos Dumont foi o primeiro avião a implantar o canard. Durante a primeira metade do século XX, poucas foram as aeronaves que usavam o recurso. Os canards começaram a se popularizar na aeronáutica através dos aviões supersônicos com o formato de asa delta.[carece de fontes?]
Os Canards podem ter várias utilidades, como ajudar a aeronave a decolar, estabilizá-la, modificar o fluxo de ar, ou uma combinação de várias utilidades, podendo ser fixos ou móveis.
Os canards não são estabilizadores horizontais uma vez que, por definição,  o estabilizador se localiza após o centro de gravidade (por isso que nos aviões contemporâneos essas estruturas são chamadas de estabilizadores horizontais)